# Henny Zandjans
Henny Zandjans (Diepenheim, 18 november 1953) is een Nederlandse beeldhouwer.

## Leven en werk
De in 1953 in het Overijsselse Diepenheim geboren Zandjans studeerde achtereenvolgens schilderen en beeldhouwen aan de Academie voor Kunst en Industrie in Enschede en vervolgens tekenen en beeldhouwen aan de academie Minerva, de kunstacademie in Groningen. Hij heeft een atelier in zijn geboorteplaats. Zijn werk werd onder meer in diverse musea geëxposeerd. 

## Werk in de publieke ruimte
Werk van Zandjans bevindt zich in de publieke ruimte van meerdere plaatsen verspreid over Nederland:
- Borculo - Vrijheidsstrijder
- Diepenheim - Judith en De boerendansers
- Emmeloord - Tors
- 's-Gravenzande - Hermes en Paard en ruiter
- Musselkanaal - Bruintje Beer
- Oldemarkt - De lastdraagster
- Slagharen - Kind op pony
- Vollenhove - Durgerdammer vissers

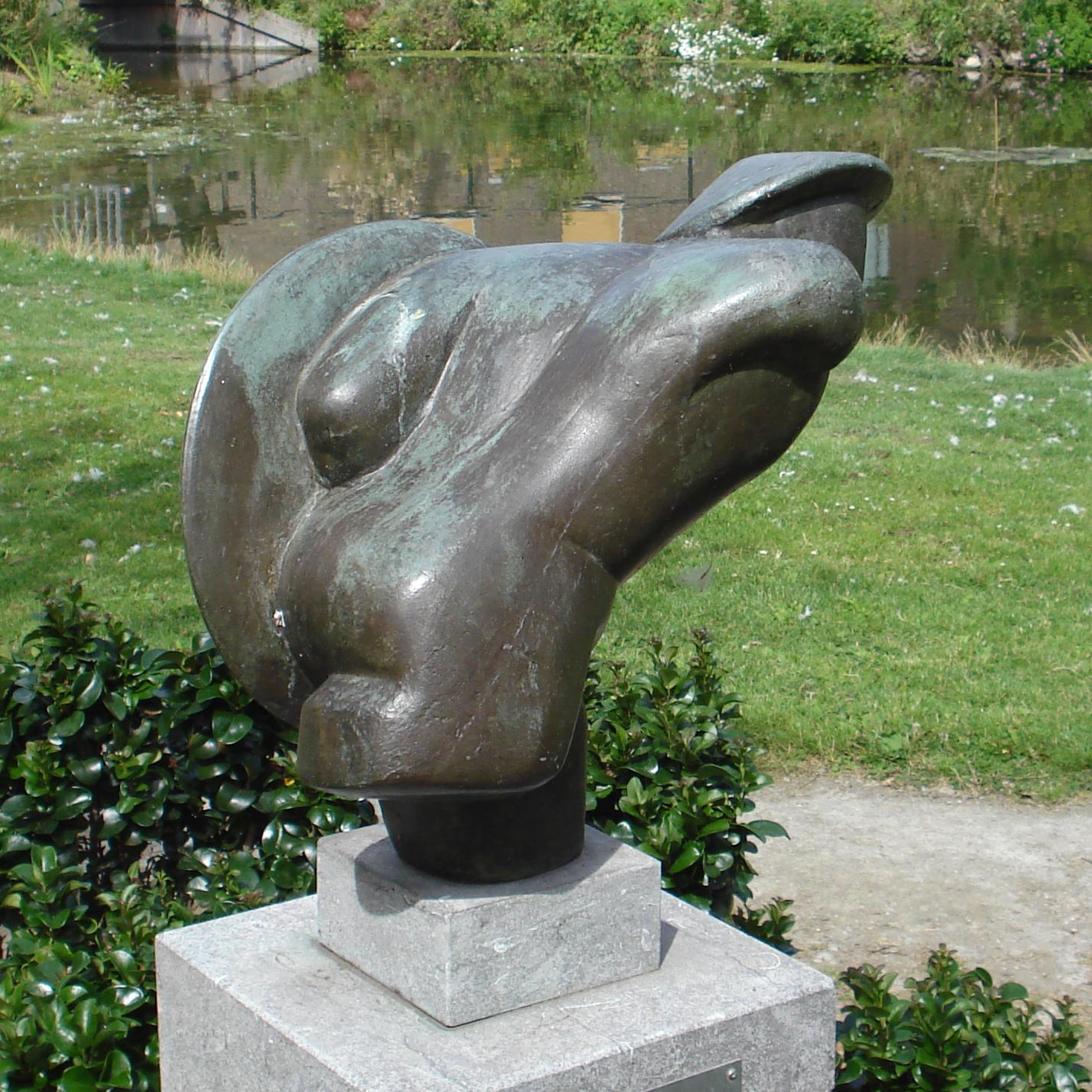
Hermes in 's-Gravenzande
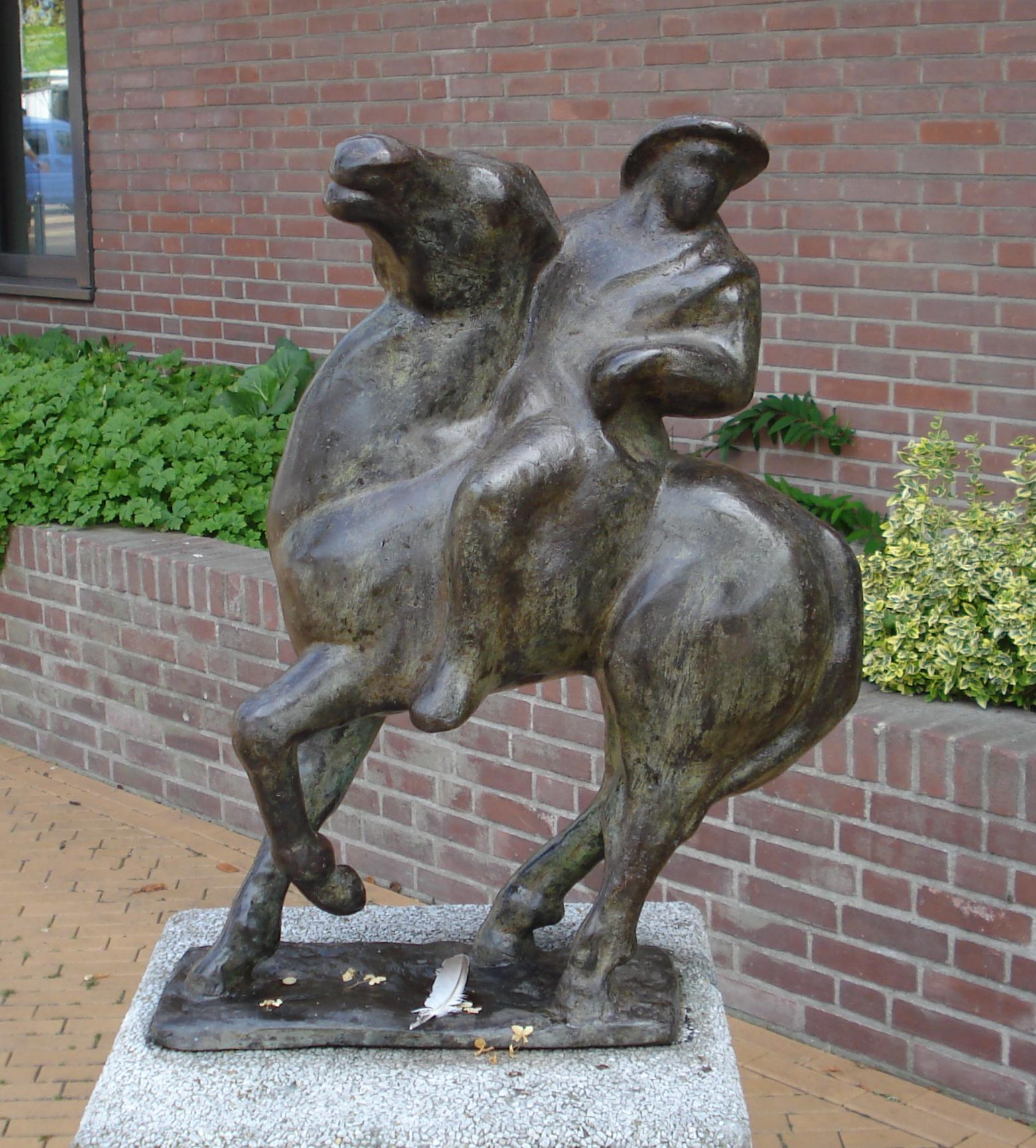
Paard en ruiter in 's-Gravenzande
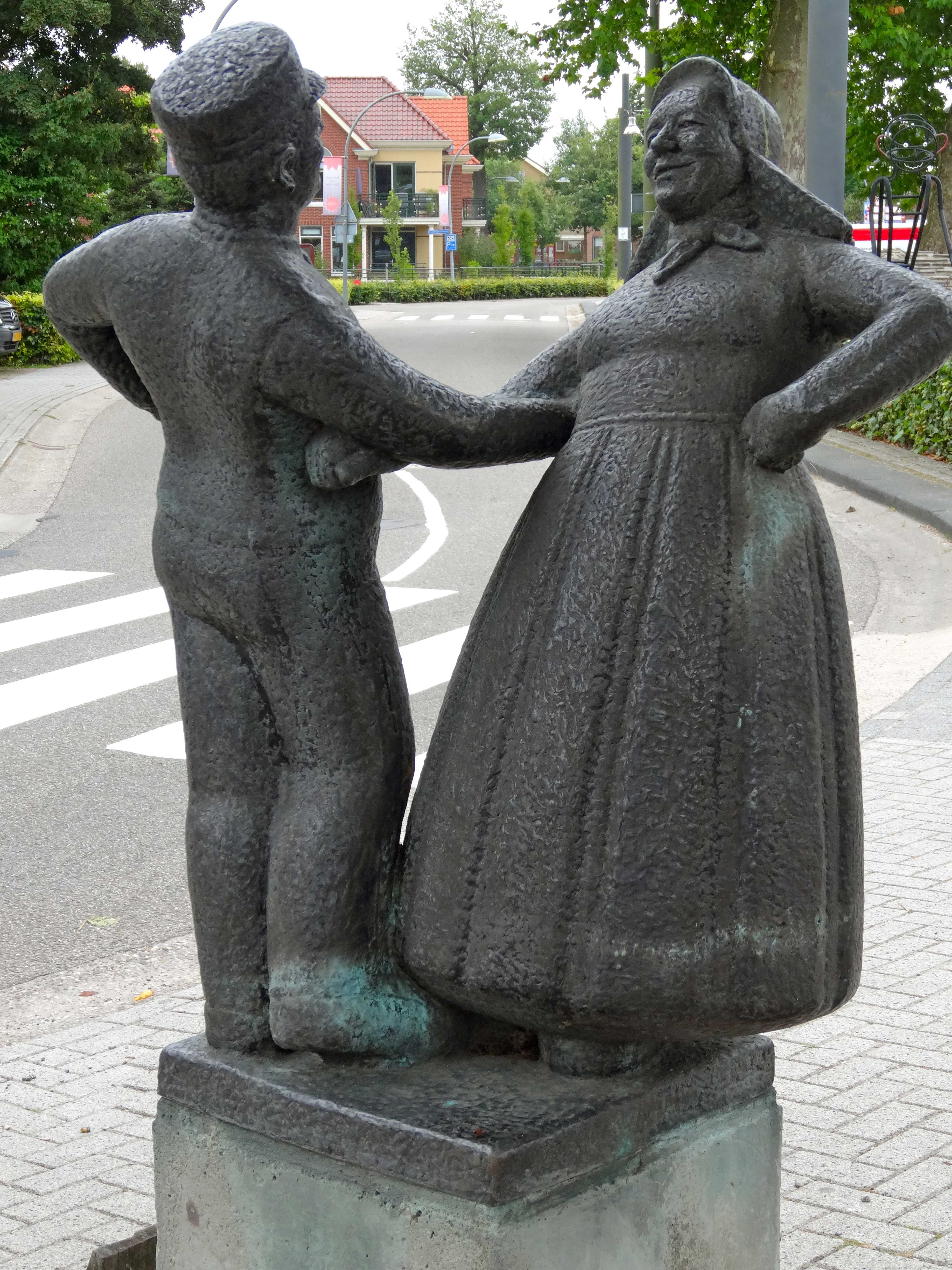
Boerendansers in Diepenheim
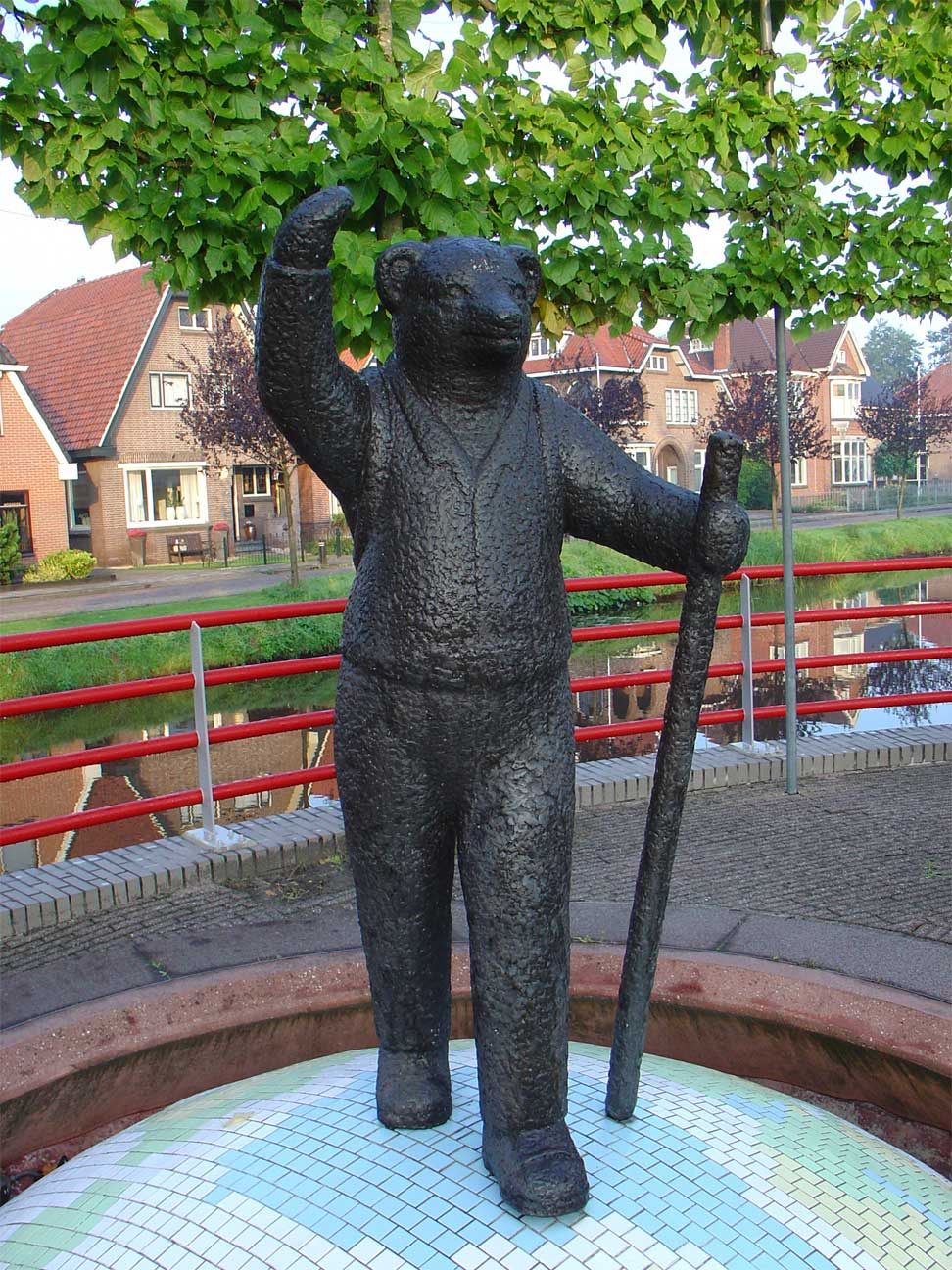
Bruintje Beer in Musselkanaal
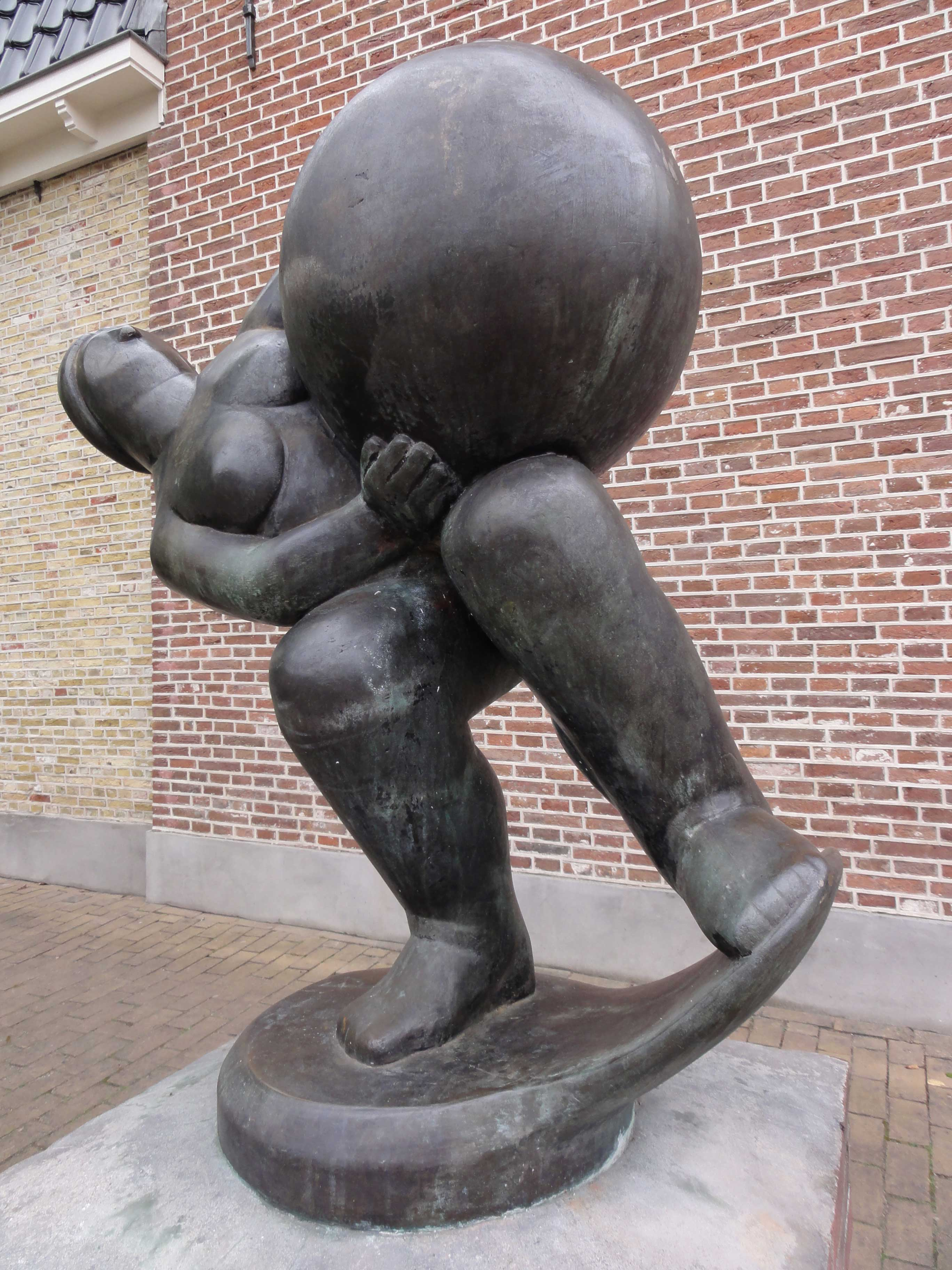
De lastdraagster in Oldemarkt
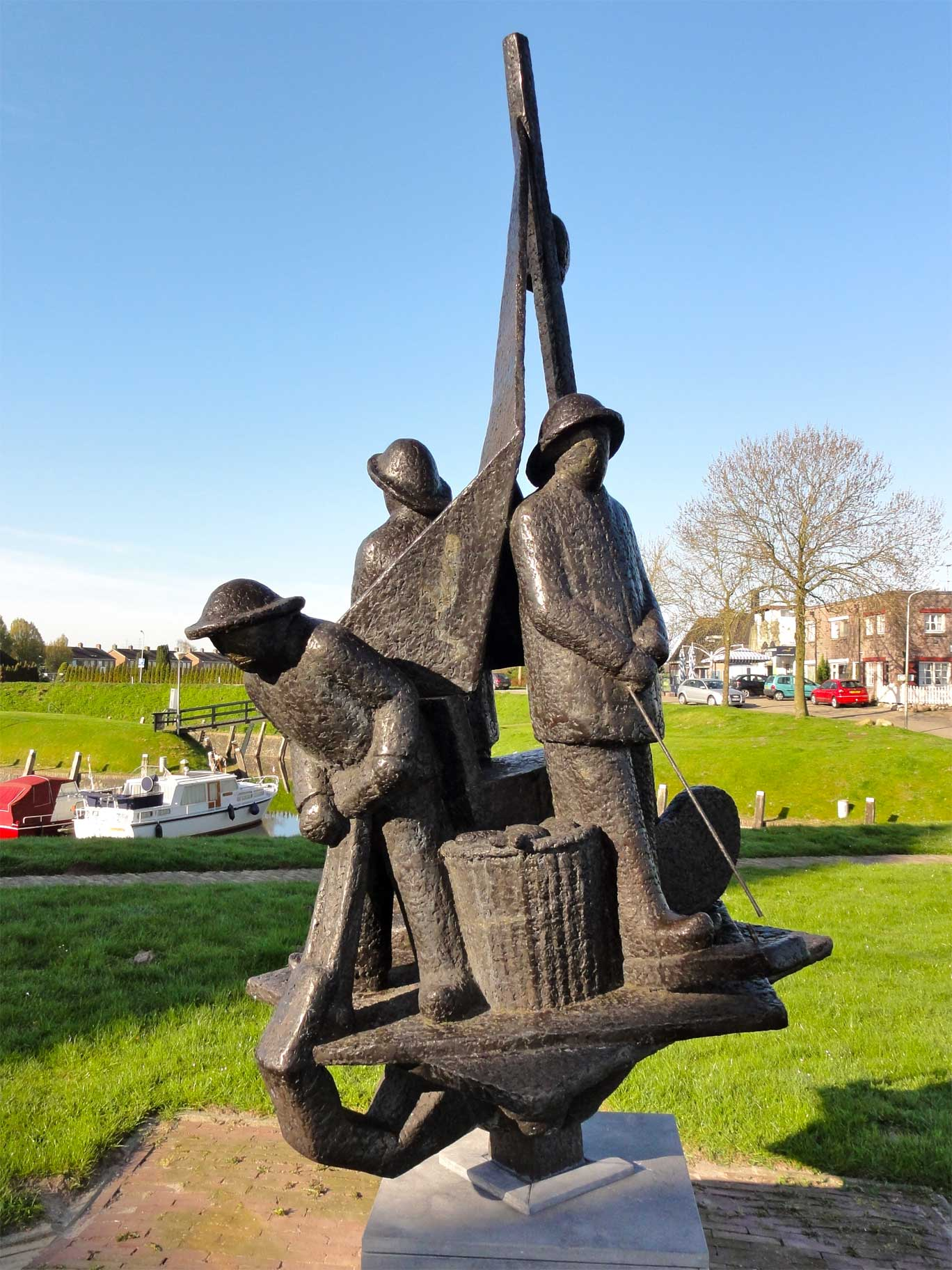
Durgerdammer vissers in Vollenhove